# AK-230
AK-230は、ソビエト連邦の艦載機関砲システム。30mm口径のリヴォルヴァーカノンを遠隔操作の連装砲塔に搭載した全自動システムであり、主要用途は航空機に対する対空防御である。密閉された自動操作の銃座に搭載され、レーダーにより管制される。AK-230は大型艦から小型艇まで多くの艦艇に搭載され、約1,450基がソ連で生産された。中国でもコピーされ、およそ300基が69式の名称で生産された。1970年代以降は、改良型とも言えるAK-630へ生産が移行している。レーダーこそ搭載していないが、東側諸国での所謂CIWS的役割を果たしている。

## 開発
AK-230の開発は1950年代に始められ、最初の試作品がオーサ型ミサイル艇やシェルシェン型魚雷艇に搭載された。AK-230は1969年より正式に運用が開始された。

## 概要
AK-230は、スタビライズされた2門の水冷式で4つの薬室を持つリボルバー式30mm機関砲NN-30から構成されている。機関砲はリベット留めされた鉄鋼製砲塔内に設置されている。機関砲は、それぞれ155kgの重さがあり、砲身長は1,930mm、全長2,670mmある。砲は毎分1,000発の発射速度があり、弾薬は500発毎に独立しているベルト給弾により供給される。
最大射程は6.7kmあるが、有効射程は3キロから4キロの間と伝えられている。
通常遠隔操作され、ドラム・ティルトまたはマフ・コブ火器管制レーダーシステムと連接している。

## 弾薬
AK-230用に電気着火式の30mm砲弾30x210mmBが開発された。 着発信管、および徹甲弾が開発された。中国の69式は国産の榴弾のみ運用している。弾薬はルーマニアおよびセルビアにおいても生産された。
| 種類              | HE            | AP-T     |
| Designation       | OF-83D        | BR-83    |
| 重量              |               |          |
| Round             | 1.13kg        | 1.12kg   |
| Projectile        | 0.27kg        | 0.35kg   |
| Explosive content | 30g of A-IX-2 | -        |
| 初速              | 1,050m/s      | 1,050m/s |

## 派生型
AK-230 A type
艦載型で、電源は直流220ボルト。
AK-230 B type
艦載型で、電源は交流380ボルト。
AK-230M
掃海艇向けに弾倉容量を縮小した型で、電源は交流380ボルト。
多連装型AK-230
2000年代前半から確認され始めた北朝鮮独自の改良型。AK-630を意識したような見た目をしている。新型のミサイル艇やコルベットに搭載されている。
69式
中国にてコピー生産された型。総重量3,600kg。薬莢を砲塔外部に排出し、運動速度は50°/秒。

## 運用国及び機関
現在運用中および過去に運用した国および機関の一覧
- ソビエト連邦/ ロシア
  -  ソビエト連邦海軍/ ロシア海軍
    -  ソビエト国境軍/ ロシア国境軍
- ウクライナ海軍
- ブルガリア海軍
- ポーランド海軍
- ルーマニア海軍
- スロベニア
- リトアニア海軍

- クロアチア海軍
- ユーゴスラビア人民海軍
- 人民海軍
- インド海軍
- 中国人民解放軍海軍
- ノルウェー海軍
- イエメン海軍
- アルジェリア海軍
- キューバ海軍
- 朝鮮人民軍海軍

## 要目
- 口径：30mm[1]
- 旋回範囲：+180度から-180度[1]
- 旋回速度：35度/秒[1]
- 仰俯角範囲：-12度から+87度[1]
- 仰俯角速度：24度/秒[1]
- 砲塔重量：1,857-1,905kg
- 発射速度：毎分1,000発（1門あたり）、毎分2,000発（システム）[1]
- 砲身重量：156kg
- 砲身長：2.140m
- ボア長：1.897m
- ライフリング長：1.805m
- グローブ：12
- チェンバー面積：13.49in3（0.221dm3）